# Soultzeren
 Soultzeren  (en alsacià Sulzere) és un municipi francès, situat a la regió del Gran Est, al departament de l'Alt Rin. L'any 1999 tenia 1.088 habitants.

## Demografia
| 1962  | 1968  | 1975  | 1982 | 1990  | 1999  |
| ----- | ----- | ----- | ---- | ----- | ----- |
| 1.057 | 1.070 | 1.061 | 969  | 1.024 | 1.088 |

## Administració
| Període | Identitat       | Partit |
| ------- | --------------- | ------ |
| 2001-   | Christian Ciofi |        |